# Cornudella de Montsant
Cornudella de Montsant è un comune spagnolo di 859 abitanti situato nella comunità autonoma della Catalogna.